# Как Витька Чеснок вёз Лёху Штыря в дом инвалидов
«Как Витька Чеснок вёз Лёху Штыря в дом инвалидов» — российский драматический художественный фильм режиссёра Александра Ханта, вышедший на экраны в 2017 году.
В главных ролях — Алексей Серебряков и Евгений Ткачук.
Телевизионная премьера состоялась 14 сентября 2019 года на «Первом канале».

## Сюжет
27-летний Витька Чесноков по прозвищу Чеснок, парень с детдомовским прошлым, работающий на мусороперерабатывающем заводе в провинциальном городе, мечтает сбежать от «мешающих» ему нелюбимой жены, тёщи и маленького сына и жить отдельно с юной любовницей Лариской. Однако кредит на отдельную квартиру в банке ему не дают.
Неожиданно выясняется, что в город вернулся его отец-уголовник Лёха по прозвищу Штырь, который когда-то бил мать Витьки, а потом, когда отец бросил мать, она с горя повесилась, а маленького Витьку отправили в детский дом. Этот отец, которого Витька ненавидит, парализован и не разговаривает. За ним ухаживает соцработница, которая надеется, что Витька, равнодушный к отцу, напишет отказ от квартиры Штыря, а уж она «доходит» больного. Однако Витька сам ухватывается за шанс получить отцовскую квартиру и оформляет документы на отправку отца в дом инвалидов. Ближайшее свободное место оказывается в Воронежской области, и Витька на своем полудохлом Daewoo Damas пускается со Штырём в долгий путь.
По дороге из-за разговорчивой попутчицы Витька попадает в аварию, в результате чего у Штыря случается эпилептический припадок. В сельской больнице ему вкалывают лекарство, и Штырь неожиданно приходит в себя и начинает разговаривать. Он приказывает Витьке, угрожая ему пистолетом, доставить его в указанное им место, обещая доказать, что он кому-то нужен (не безразличен), и что Витька в итоге получит квартиру. Витька привозит отца в дом, где их встречает девушка Настя, которую Штырь называет дочкой. Вскоре приходит мать Насти Вера, бывшая жена Лёхи, со своим мужем Сергеем. Витька с Настей выходят на крыльцо, где Витька затевает драку с подъехавшим женихом Насти. Поняв, что здесь его не ждут, Штырь просит Витьку уезжать. По дороге они заезжают к давнему другу Штыря Чебуру. Витька оставляет Штыря там, чтобы Чебур отвёз его в дом инвалидов, однако сам засыпает во дворе в машине.
Утром Чеснок видит, что к Чебуру приехали бандиты во главе с пожилым вором в законе Платоном. Один из бандитов просит Витьку довезти его до торгового центра, а по дороге пытается убить его. Витька ранит его из пистолета, а потом едет в дом Чебура. Однако бандиты уже увезли Штыря в песчаный карьер, где собираются его убить. Витька, угрожая пистолетом, появляется, когда Платон уже заносит над Штырём нож. Увидев Витьку и узнав, что тот сын Штыря, Платон и его сообщники уходят.
Витька довозит Штыря до дома инвалидов, где его помещают в палату, и уходит, но медлит отъезжать, испытывая колебания. Штырь спрашивает инвалида у окна, уехала ли красная машина. Наконец, Витька уезжает. Штырь лежит на койке, Чеснок возвращается домой, однако по дороге назад он останавливается, погрузившись в раздумия. Фильм заканчивается.

## В ролях

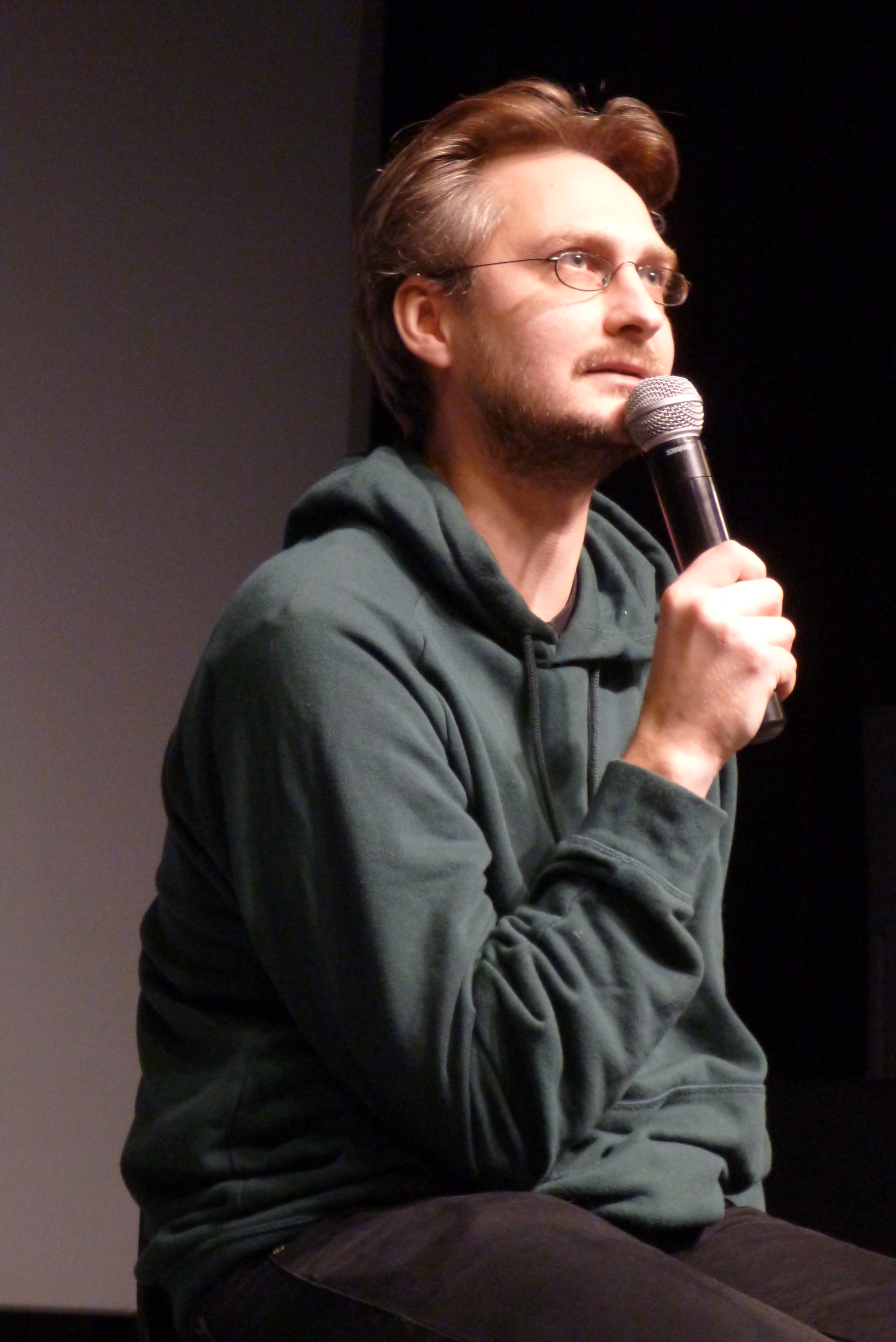
Кинорежиссёр Александр Хант выступает после показа фильма «Как Витька Чеснок вез Леху Штыря в дом инвалидов». Екатеринбург, «Ельцин-центр», 28 октября 2018 года.

| Актёр                 | Роль                                  |
| --------------------- | ------------------------------------- |
| Евгений Ткачук        | Витька Чесноков (Чеснок)              |
| Алексей Серебряков    | Лёха Штырь (Алексей Юрьевич Чесноков) |
| Андрей Смирнов        | Платон                                |
| Наталия Вдовина       | Вера                                  |
| Ольга Озоллапиня      | Светка, жена Витьки                   |
| Ольга Лапшина         | тёща                                  |
| Алина Насибуллина     | Лариска                               |
| Роман Шаляпин         | Валет                                 |
| Игорь Гаспарян        | Колдырь                               |
| Константин Гацалов    | бандит со шрамом                      |
| Дмитрий Архангельский | Чебур                                 |
| Георгий Кудренко      | Мишка, кум                            |
| Сергей Букреев        | участковый                            |
| Александра Ревенко    | консультант в банке                   |
| Александра Велескевич | Оля, попутчица                        |
| Ксения Орлова         | Настя                                 |
| Ольга Воронина        | Ленка, жена Чебура                    |

## Саундтрек
1. «Грибы» — «Копы»
2. «FOLKPRO MUSIQUE» — «Так и живём»
3. «Пика» — «УЕ»
4. «Пика» — «Патимейкер»
5. «Хаски» — «Панелька»
6. «Хаски» — «Пуля-дура»
7. «Нигатив» — «Гуинплен»
8. «Не твоё дело» — «Я буду рядом»
9. «Не твоё дело» — «В диско-баре»
10. «Не твоё дело» — «Мне всё равно»
11. Антоха MC — «Пух с ДР»
12. Владимир Иванов (PRNRML) — «Перед войной»
13. МС «Reptar» — «Либо босс, либо раб»
14. «Не будите спящих» — «Мент»
15. «K.W.S.S.C.» — «Жёстче, жёстче»
16. «K.W.S.S.C.» (Sanchez) — «Здесь не Ямайка»
17. Владимир Иванов (PRNRML) — «Загадка»
18. Вячеслав Квин — «Печаль»
19. В. Сержанов, В. Подкорытов — «Баллада для саксофона»
20. Вячеслав Квин — «Пляж»
21. группа Дмитрия Архангельского — «Споём, жиган»

## Создание
Фильм снимали в Твери и Тверской области.

## Награды и номинации
- 2017 — кинофестиваль «Окно в Европу» (Выборг)[3]:
  - Главный приз конкурса игрового кино,
  - приз за лучшую мужскую роль (Евгений Ткачук),
  - третье место в конкурсе «Выборгский счёт»,
  - приз «Содружество журналистов» и Союза журналистов России «За сценарий» (Алексей Бородачёв).
- 2017 — VI Московский кинофестиваль «Будем жить» — 2 место Конкурса полнометражных фильмов[4] и специальный приз жюри «За актёрский ансамбль фильма» (Евгений Ткачук и Алексей Серебряков).
- 2017 — Гран-при кинофестиваля в Карловых Варах в секции «К востоку от запада».
- 2017 — приз «Emerging talent» на IMAGO Awards в Хельсинки (Даниил Фомичёв).
- 2017 — специальное упоминание за операторскую работу на кинофестивале имени братьев Манаки в Македонии (Даниил Фомичёв).
- 2017 — номинация на приз молодым талантам на Гамбургском кинофестивале (Александр Хант).
- 2017 — три номинации на премию «Белый слон»: лучший дебют (Александр Хант), лучший актёр (Евгений Ткачук), лучший актёр второго плана (Алексей Серебряков).
- 2017 — 25-й фестиваль русского кино в Онфлёре — приз за лучшую мужскую роль (Евгений Ткачук)[5]
- 2017 — кинофестиваль «Сталкер» — приз «Сталкер» за лучший игровой фильм[6]
- 2018 — III Кинофестиваль БРИКС — награда за лучшую режиссуру (Александр Хант)[7]
- 2018 — международная кинопремия «Золотой единорог» за «Лучший фильм» и «Лучший сценарий»[8]

Картина была фильмом закрытия 2-го Уральского фестиваля российского кино в Екатеринбурге и II Международного кинофестиваля «Евразийский мост» в Ялте.